# Vệ tinh tự nhiên của Sao Diêm Vương

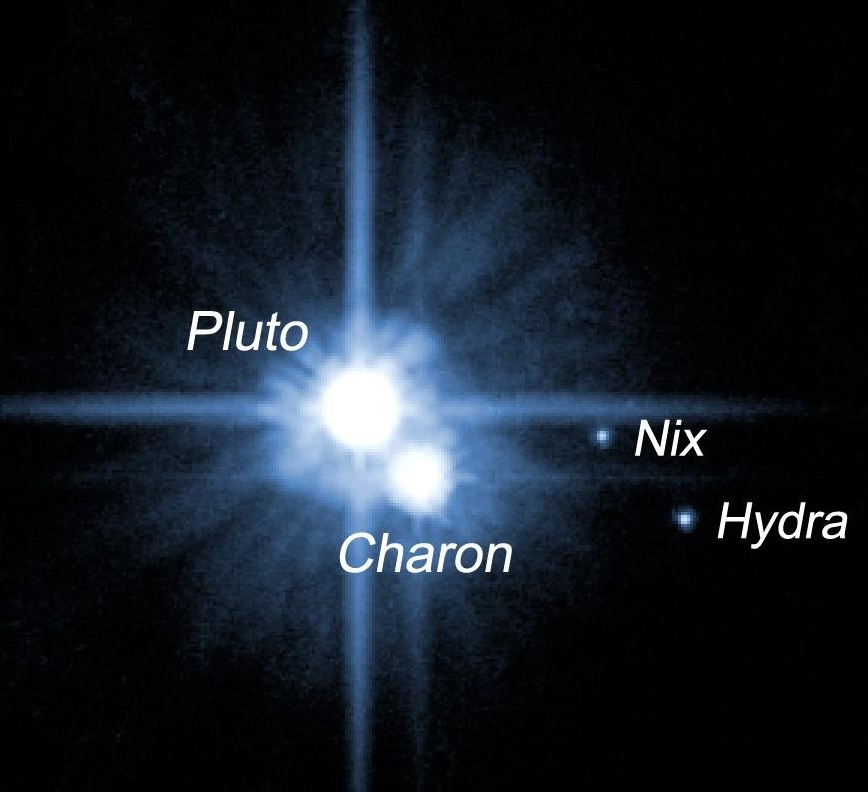
Ảnh của Hubble về hệ thống Sao Diêm Vương

Sao Diêm Vương có 5 vệ tinh tự nhiên, lớn nhất là Charon. Các vệ tinh khác là Nix và Hydra, Kerberos và Styx.

## Bảng dữ liệu
| Tên (phát âm tiếng Anh) | Tên (phát âm tiếng Anh) | Tên (phát âm tiếng Anh) | Ảnh | Đường kính trung bình (km) | Khối lượng (×1021 kg) | Bán trục lớn (km) | Chu kỳ quỹ đạo (ngày) | Tâm sai | Độ nghiêng (so với xích đạo Sao Diêm Vương) | Ngày khám phá |
| ----------------------- | ----------------------- | ----------------------- | --- | -------------------------- | --------------------- | ----------------- | --------------------- | ------- | ------------------------------------------- | ------------- |
| Pluto                   | Pluto                   | Pluto                   |     | 2390                       | 13.05 ± 0.07          | 2 035*            | 6.387 230             | 0.0022  | 0.001°                                      | 1930          |
| Pluto I                 | Charon                  |                         |     | 1207 ± 3                   | 1.52 ± 0.06           | 17 536 ± 3*       | 6.387 230             | 0.0022  | 0.001°                                      | 1978          |
| Pluto V                 | Styx                    |                         |     | 10–25                      | ?                     | 42,000 +/- 2000   | 20.2 +/- 0.1          | ~0      | ?                                           | 2012          |
| Pluto II                | Nix                     | /ˈnɪks/                 |     | 46-137                     | < 0.002               | 48 708            | 24.856 ± 0.001        | 0.0030  | 0.195°                                      | 2005          |
| Pluto IV                | Kerberos                |                         |     | 13–34                      | ?                     | ~59,000           | 32.1                  | ~0      | ?                                           | 2011          |
| Pluto III               | Hydra                   | /ˈhaɪdrə/               |     | 61–167                     | < 0.002               | 64 749            | 38.206 ± 0.001        | 0.0051  | 0.212°                                      | 2005          |

* Khoảng cách lớn nhất giữa tâm Sao Diêm Vương và Charon là tổng của các bán trục lớn của chúng, 19,571 ± 4 km.